# Saint Cyr Touraine HB
El Saint-Cyr Touraine HB es un equipo de balonmano de la localidad francesa de Saint-Cyr-sur-Loire. Actualmente milita en la Liga francesa de balonmano. Se estrena en la máxima categoría del balonmano francés en la temporada 2010/2011.